# Karel Kolář
Karel Kolář (ur. 16 grudnia 1955 w Jindřichowym Hradcu, zm. 4 października 2017) – czeski lekkoatleta, sprinter, dwukrotny medalista mistrzostw Europy w 1978, halowy mistrz Europy z 1979. W czasie swojej kariery reprezentował Czechosłowację.
Odpadł w półfinale biegu na 400 metrów na halowych mistrzostwach Europy w 1978 w Mediolanie.
Zdobył srebrny medal w biegu na 400 metrów (przegrywając tylko z reprezentantem Republiki Federalnej Niemiec Franzem-Peterem Hofmeisterem, a wyprzedzając Francisa Demarthona z Francji, a także brązowy medal w sztafecie 4 × 400 metrów (która biegła w składzie: Josef Lomický, František Břečka, Miroslav Tulis i Kolář) na mistrzostwach Europy w 1978 w Pradze.
Zwyciężył w biegu na 400 metrów na halowych mistrzostwach Europy w 1979 w Wiedniu, wyprzedzając Stefano Malinverniego z Włoch i Horię Toboca z Rumunii. Na kolejnych halowych mistrzostwach Europy w 1980 w Sindelfingen zdobył w tej konkurencji srebrny medal, za reprezentantem Związku Radzieckiego Nikołajem Czernieckim, a przed innym zawodnikiem radzieckim Remigijusem Valiulisem. Zajął 7. miejsce w sztafecie 4 × 100 metrów (w składzie: Lomický, Dušan Malovec, Břečka i Kolář) na igrzyskach olimpijskich w 1980 w Moskwie, a w biegu na 400 metrów odpadł w półfinale.
Kolář był mistrzem Czechosłowacji w biegu na 200 metrów w 1979 i 1980, w biegu na 400 metrów w latach 1978–1980 oraz w sztafecie 4 × 100 metrów w 1975, wicemistrzem w sztafecie 4 × 100 metrów w 1979, a także brązowym medalistą w sztafecie 4 × 400 metrów w 1977. W hali był mistrzem Czechosłowacji w biegu na 400 metrów w latach 1978–1980 oraz brązowym medalistą na tym dystansie w 1977.
Dwukrotnie poprawiał rekord Czechosłowacji w biegu na 400 metrów do czasu 47,77 s (1 września 1978 w Pradze) i dwukrotnie w sztafecie 4 × 400 metrów do wyniku 3:03,5 (31 lipca 1980 w Moskwie). Czas Kolářa w biegu na 400 metrów był rekordem Czech do 2012, a czas sztafety 3:03,99 z 3 września 1978 w Pradze rekordem Czech do 1997. 
Rekord życiowy Kolářa w biegu na 200 metrów pochodził z 1980 i wynosił 21,16 s.
Zmarł 4 października 2017.